# Eremnophila
Eremnophila Menke, 1964 è un genere di insetti apoidei appartenente alla famiglia Sphecidae.

## Tassonomia
Il genere è formato da 9 specie:
- Eremnophila asperata (W. Fox, 1897)
- Eremnophila aureonotata (Cameron, 1888)
- Eremnophila auromaculata (Pérez, 1891)
- Eremnophila binodis (Fabricius, 1798)
- Eremnophila catamarcensis (Schrottky, 1910)
- Eremnophila eximia (Lepeletier de Saint Fargeau, 1845)
- Eremnophila melanaria (Dahlbom, 1843)
- Eremnophila opulenta (Guérin-Méneville, 1838)
- Eremnophila willinki (Menke, 1964)